# 帕爾馬索拉 (佛羅里達州)
帕爾馬索拉（英語：Palma Sola）是位於美國佛羅里達州馬納提縣的一個非建制地區。該地的面積和人口皆未知。

## 地理
帕爾馬索拉的座標為27°30′44″N 82°37′55″W / 27.51222°N 82.63194°W，而該地的平均海拔高度為3米（即10英尺）。